# PD1
PD1 (англ. Programmed cell death 1; CD279) — мембранный белок надсемейства иммуноглобулинов, играет роль в клеточной дифференцировке иммунных клеток. У человека — продукт гена PDCD1. Имеет два лиганда: PD-L1 и PD-L2. PD-1 играет важную роль в отрицательной регуляции иммунной системы посредством предотвращения активации Т-лимфоцитов, что снижает аутоиммунность и повышает аутотолерантность. Ингибиторный эффект PD-1 осуществляется через двойной механизм стимуляции апоптоза (запрограммированной смерти клеток) антигенспецифичных Т-лимфоцитов в лимфатических узлах, в то время как апоптоз регуляторных (ограничительных) Т-лимфоцитов, напротив, снижается.

## Структура
Белок PD1 является мембранным белком, состоит из 268 аминокислот. Входит в большое семейство CD28/CTLA-4, к которому относятся регуляторы T-лимфоцитов. PD1 содержит IgV домен, трансмембранный участок и внутриклеточный домен. Внутриклеточный фрагмент содержит два участка фосфорилирования в ингибиторном ITIM мотиве и в переключающем мотиве, которые отвечают за отрицательную регуляцию сигнала от Т-клеточного рецептора. После взаимодействия с лигандом PD1 связывается с фосфатазами SHP-1 и SHP-2. Белок экспрессирован на поверхности T- и B-лимфоцитов и макрофагов.

## Лиганды
PD-1 имеет два лиганда PD-L1 и PD-L2, входящие в семейство белков B7. В ответ на действие липополисахарида и гранулоцитарно-макрофагального колониестимулирующего фактора (GM-CSF) увеличивается экспрессия лиганда PD-L1 на макрофагах и дендритных клетках. T- и B-лимфоциты экспрессируют этот белок в ответ на активацию Т-клеточного рецептора и B-клеточного рецептора. Кроме этого, PD-L1 экспрессирован на большинстве клетках раковых клеток мыши в ответ на действие интерферона IFN-γ. Экспрессия PD-L2 обнаружена на дендритных клетках и некоторых линиях раковых клеток.